# Lyric Theatre
Il Lyric Theatre è un teatro del West End su Shaftesbury Avenue nella Città di Westminster, Londra.

## Storia
Progettato dall'architetto CJ Phipps, fu costruito dal produttore Henry Leslie con i profitti del successo di Dorothy di Alfred Cellier e BC Stephenson (ricavò £100.000 da questa opera), che trasferì dal Prince of Wales Theatre per aprire il suo nuovo locale il 17 dicembre 1888. Fu il secondo teatro ad essere costruito su questo tratto di Shaftesbury Avenue ed è ora il più antico della strada. Il foyer e i bar sono stati rinnovati nel 1932–33 e la facciata è stata restaurata nel 1994. Attualmente ospita 915 posti su quattro livelli, sebbene originariamente fosse progettato con una capienza di 1.306.
All'inizio della sua storia il teatro mise in scena principalmente opere comiche e in seguito fu la sede di commedie leggere, musical e drammi in prosa.
Il teatro conserva molte delle sue caratteristiche originali (compresa quella di essere stato costruito dietro una facciata originale del 1767, nella parte posteriore di Great Windmill Street, l'ex casa e museo di Sir William Hunter) e il teatro dal settembre 1960 è monumento classificato di classe II da English Heritage.
Il Lyric Theater utilizza ancora l'acqua per far funzionare la sua cortina di protezione. L'acqua veniva originariamente pompata dal Tamigi ai teatri e agli hotel del West End e utilizzata per azionare idraulicamente macchinari pesanti come gli ascensori. La pressione idraulica è ora fornita dall'elettropompa, ma può anche essere azionata manualmente da due persone.
Il Lyric Theatre è di proprietà di Nimax Theatres dal 2005, quando Nica Burns e Max Weitzenhoffer lo acquistarono dal Really Useful Group, costituendo il nuovo gruppo Nimax con Apollo Theatre, Garrick Theatre e Duchess Theatre.

## Produzioni importanti
- 1888: Dorothy (trasferito al teatro nel 1888, dopo il debutto altrove nel 1887)
- 1889: Doris and The Red Hussar
- 1892: The Mountebanks
- 1894: His Excellency
- 1896: The Sign of the Cross
- 1899: Florodora
- 1903: The Duchess of Dantzic
- 1910: The Chocolate Soldier
- 1911: The Girl in the Taxi
- 1916: Romance, interpretato da Doris Keane
- 1919: The Bird of Paradise, interpretato da Henry Daniell come Hoheno
- 1922: Whirled into Happiness
- 1922: Lilac Time
- 1924: The Street Singer
- 1926: The Gold Diggers interpretato da Tallulah Bankhead
- 1931: Strano interludio
- 1934: The Royal Family, di George S. Kaufman, diretto da Noël Coward, con Madge Titheradge, Marie Tempest e Laurence Olivier
- 1935: Tovarich
- 1946: The Winslow Boy
- 1947: Edward, My Son
- 1950: The Little Hut – messo in scena 1.261 volte[5]
- 1950: Vortex
- 1955: South Sea Bubble
- 1958: Irma la Dolce
- 1964: Robert and Elizabeth
- 1969: Plaza Suite
- 1972: How the Other Half Loves – messo in scena 869 volte[5]
- 1981: Tonight at 8.30; Arms and the Man
- 1983: Blood Brothers; Pack of Lies
- 1984: Loot
- 1989: Steel Magnolias
- 1990: Five Guys Named Moe
- 1995: Ain't Misbehavin'
- 1998: Un marito ideale
- 2000: Brief Encounter
- 2001: La gatta sul tetto che scotta
- 2002: The Constant Wife
- 2004: Beautiful and Damned
- 2005: Morte di un commesso viaggiatore
- 2006: The Night of the Iguana, Smaller, Grumpy Old Women e Cabaret
- 2008: Hairspray: The School Musical e Eddie Izzard (Stripped)
- 2009: Thriller – Live starring Denise Pearson, A Frisky and Mannish Christmas